# بخش پیشاور

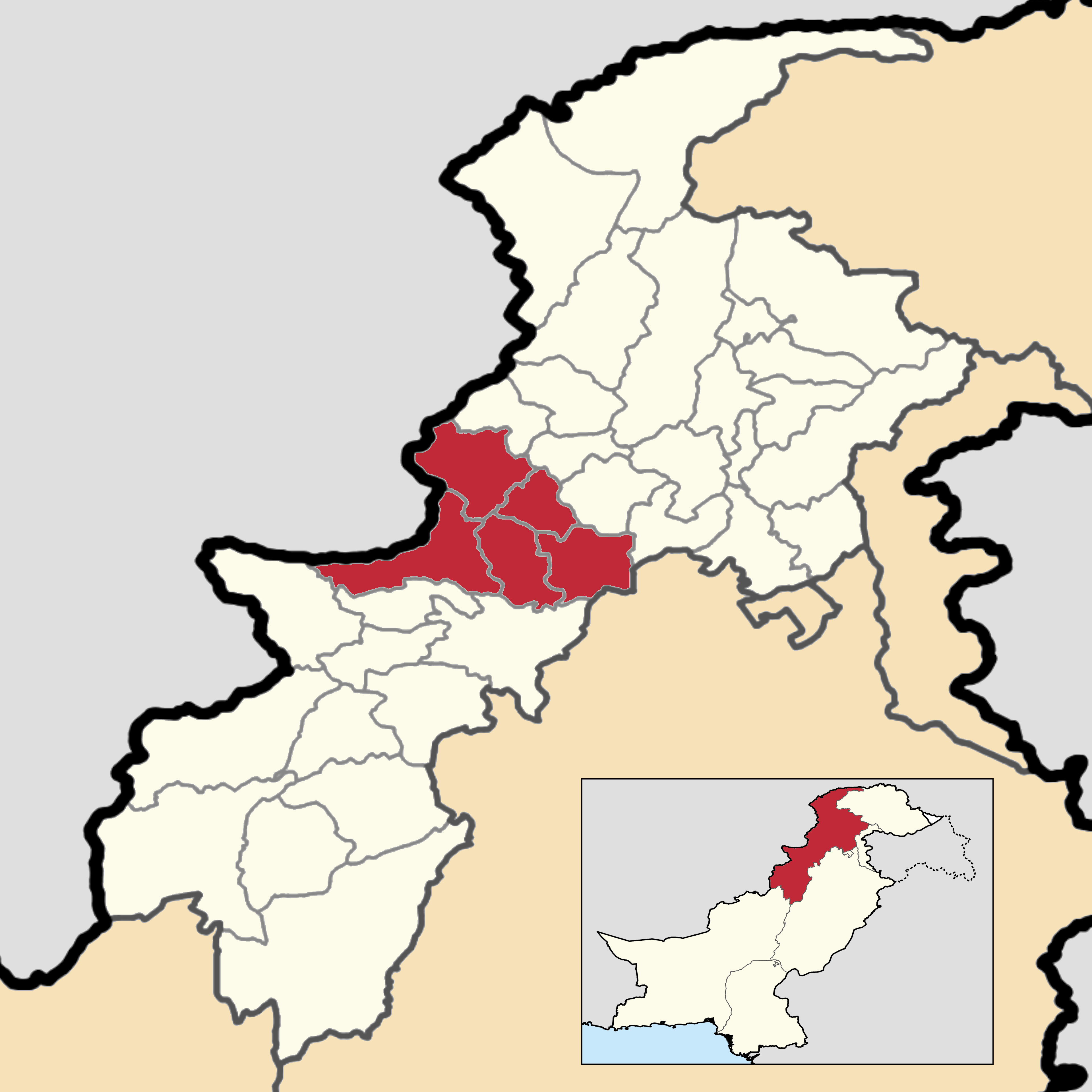
نمایی از نقشهٔ بخش پیشاور در ایالت خیبر پختونخوا، پاکستان - ۲۰۲۰

بخش پیشاور (انگلیسی: Peshawar Division) یکی از بخش‌های پاکستان در ایالت خیبر پختونخوا بود که در اصلاحات انجام‌گرفته در سال ۲۰۰۰، ساختار بخش در پاکستان حذف گردید. اما در سال ۲۰۰۸ مجدداً بازگردانده شد. ناحیه‌های آن عبارت بودند از:
- شهرستان چهارسده
- شهرستان نوشهره
- ناحیه پیشاور